# 棋盤厝
棋盤厝，是台灣雲林縣古坑鄉北部的一個傳統地域名稱。相較於今日行政區，其範圍大致與棋盤村相近，另包括斗六市湖山里的東南端。

## 歷史
台灣清治末期至日治初期，棋盤厝地區為一街庄，稱為「棋盤厝庄」，隸屬於斗六堡。該庄西北與內林庄為鄰，東北與咬狗庄為鄰，東南邊為鯉魚尾庄，南邊及西邊為新庄。
1901年（日治明治三十四年）11月，全台廢縣廳改設二十廳，該庄隸屬於斗六廳。1903年（明治三十六年）6月，該庄編入「菜公區」，隸屬於斗六廳。1909年（明治四十二年）10月，合併二十廳為十二廳，菜公區改隸屬於嘉義廳。1920年（大正九年），全台地方制度大改正，廢十二廳改設五州二廳，該庄改制為「棋盤厝」大字，隸屬於臺南州斗六郡古坑庄。
戰後古坑庄改制為古坑鄉，隸屬於臺南縣，大字亦改制為村。1950年10月，雲、嘉、南分治，古坑鄉改隸屬雲林縣。

## 聚落
本地區發展較早的聚落有棋盤厝（棋山）、凹坵、麻園仔（興園）、新厝仔(新厝）等，在日治期初期的官方地圖上已有記載。此外，本地區尚有崁頂聚落。

## 交通
國道3號又稱「福爾摩沙高速公路」，是貫穿台灣西部的兩條縱向高速公路之一，大致以東北微北—西南微南走向蜿蜒經過棋盤厝地區西北部。境內未設交流道，北側最近的是省道台3線交會處的斗六交流道，南側最近的是縣道149甲線、縣道158甲線交會處合併設置的古坑交流道及其中間省道台78線（東西向快速公路－台西古坑線）東側端點的古坑系統交流道。由此可快速前往台灣南北各地及雲林縣中、西部。
鄉道雲213線是湖山至東和（溪邊厝）的道路，大致以東北—西南走向經過本地區西北端。由該道路向東北可前往內林、咬狗並止於其西部偏北的鄉道雲218線路口；向西南可前往下新庄、溪邊厝與菜公庄交界地帶、溪邊厝並止於鄉道雲201線路口。
鄉道雲213-1線是下新庄（實際起點在新庄東北郊約500公尺處）至新厝的道路，全線位於本地區境內，其東側端點位於本地區西北部新厝聚落的鄉道217線路口。由此向西北西轉西南西再轉西出聚落後，轉西北西經國道3號高架橋下可前往本地區西北部邊界地帶並止於鄉道213線路口。
鄉道雲216線是下新庄至黃德坑的道路，其東側端點位於本地區中部黃德坑溪左岸道路（對岸為養雞場）。由此向西北蜿蜒而行，至棋盤厝聚落鄉道雲217線路口轉西南與其共線約120公尺，至路口轉西北獨行，其後轉北西轉西北西出聚落後，經國道3號高架橋下出境，可前往新庄聚落東北側並止於鄉道雲213線路口。
鄉道雲217線是梅林至圳頭坑的道路，大致以西北—東南走向由本地區西北部邊界中央地帶入境後，轉南南西至新厝聚落，經鄉道雲213-1線終點路口轉東南微東再轉南南東，至興園（麻園仔）聚落後轉南南西再轉西南，過黃德坑溪（黃竹坑溪）棋北橋續行，至棋盤厝聚落經鄉道雲216線左側路口後與其共線約120公尺，再經鄉道雲216線右側路口後獨行，出聚落後蜿蜒而行以至於本地區西部邊界出境。由該道路向西北經國道3號高架橋下後可前往內林（梅林）聚落東南郊並止於鄉道雲213線路口；向西南可前往新庄地區中部偏西北並止於鄉道雲215線路口。

## 學校
- 棋山國小